# Leo Carrillo
Leopoldo Antonio Carrillo, detto Leo (Los Angeles, 6 agosto 1880 – Santa Monica, 10 settembre 1961), è stato un attore statunitense.

## Biografia
Sebbene nei film da lui interpretati rappresentasse spesso lo stereotipo del latino, Leo Carrillo proveniva da un'antica e rispettabile famiglia californiana. Il suo bis bis nonno era José Raimundo Carrillo (1749-1809) uno dei primi colonizzatori spagnoli della città di San Diego.
Il suo bisnonno Carlos Antonio Carrillo (1783-1852), fu governatore della Alta California dal 1837 al 1838, un suo prozio, José Antonio Carrillo, fu tre volte sindaco di Los Angeles mentre suo nonno paterno, Pedro Carrillo, era uno scrittore che studiò a Boston.
La famiglia Carrillo si spostò da San Diego a Los Angeles e poi a Santa Monica, dove il padre di Leo Carrillo, Juan José Carrillo (1842-1916) era capo della polizia e sindaco. Orgoglioso delle sue origini, Carrillo scrisse il libro The California I Love, che uscì nel 1961 dopo la sua morte.
Prima di intraprendere la carriera di attore, lavorò per il quotidiano The San Francisco Examiner, mentre a Hollywood apparve in più di 90 film. È tuttavia più conosciuto per la serie televisiva Cisco Kid, dove interpretava il ruolo di Pancho.
Convinto conservazionista, Carrillo sostenne per molti anni la commissione delle spiagge e dei parchi della California (California Beach and Parks), giocando un ruolo chiave nell'acquisizione da parte dello stato del Castello Hearst a San Simeon, del Los Angeles Arboretum e dell'Anza-Borrego Desert State Park.
Per questo motivo gli venne dedicato il Leo Carrillo State Park che si trova a ovest di Malibù sulla Pacific Coast Highway. In suo onore la città di Westminster gli dedicò una scuola elementare.
Il Leo Carrillo Ranch Historic Park, in origine Rancho de los Kiotes a Carlsbad è un parco dichiarato registered California Historical Site.
Il Rancho Carrillo Trail sempre a Carlsbad prende il nome da Leo Carrillo.
Nel 1913 Carrillo sposò Edith Shakespeare Haeselbarth di Nyack, New York, dalla quale ebbe una figlia, Marie Antoinette. Vedovo dal 1953, morì di cancro nel 1961 e venne sepolto al Woodlawn Memorial Cemetery di Santa Monica.
Per i suoi contributi all'industria cinematografica ha una stella sulla Hollywood Walk of Fame al 1635 di Vine Street ed un'altra al blocco 1500.

## Filmografia parziale
- I difensori della legge (Omicide Squad), regia di Edward L. Cahn (1931)
- Deception, regia di Lewis Seiler (1932)
- Uomini nello spazio (Parachute Jumper), regia di Alfred E. Green (1933)
- Moonlight and Pretzels, regia di Karl Freund (1933)
- Le due strade (Manhattan Melodrama), regia di W. S. Van Dyke (1934)
- Quattro persone spaventate (Four Frightened People), regia di Cecil B. DeMille (1934)
- The Gay Bride, regia di Jack Conway (1934)
- Viva Villa!, regia di Jack Conway, Howard Hawks (1934)
- Sarò tua (If You Could Only Cook), regia di William A. Seiter (1935)
- La Fiesta de Santa Barbara, regia di Lewis Lewyn (1935)
- Notti messicane (The Gay Desperado), regia di Rouben Mamoulian (1936)
- La grande barriera (The Barrier) regia di Lesley Selander (1937)
- L'uomo che amo (History Is Made At Night), regia di Frank Borzage (1937)
- Samoa (52nd Street), regia di Harold Young (1937)
- L'amico pubblico nº 1 (Too Hot To Handle), regia Jack Conway (1938)
- Marco il ribelle (Blockade), regia di William Dieterle (1938)
- Inferno dei Tropici (Rio), regia di John Brahm (1939)
- Sul mare luccica (Fuisherman Swarf), regia di Bernard Vorhaus (1939)
- Giuramento di sangue (20 Mule Team), regia di Richard Thorpe (1940)
- Il romanzo di Lillian Russell (Lillian Russell), regia di Irving Cummings (1940)
- Avventura nel Wyoming (Wyoming), regia di Richard Thorpe (1940)
- I ribelli dei sette mari (Captain Caution), regia di Richard Wallace (1940)
- Vecchio squalo (Barnacle Bill), regia di Richard Thorpe (1941)
- Terra di conquista (American Empire), regia di William C. McGann (1942)
- I rinnegati della frontiera (Frontier Badmen), regia di Ford Beebe (1943)
- Il fantasma dell'Opera (Phantom of the Opera), regia di Arthur Lubin (1943)
- Caccia al fantasma (Ghost Catchers), regia di Edward F. Cline (1944)
- La carovana dei ribelli (Gypsy Wildcat), regia di Roy William Neill (1944)
- Due gambe... un milione! (Bowery to Broadway), regia di Charles Lamont (1944)
- I difensori della legge (Under Western Skies), regia di Jean Yarbrough (1945)
- La croce di fuoco (The Fugitive), regia di John Ford (1947)
- The Gay Amigo, regia di Wallace Fox (1949)
- The Daring Caballero, regia di Wallace Fox (1949)
- Satan's Cradle, regia di Ford Beebe (1949)
- The Girl from San Lorenzo, regia di Derwin Abrahams (1950)

## Doppiatori italiani
- Stefano Sibaldi in Viva Villa!
- Arnoldo Foà in Giuramento di sangue
- Luigi Pavese in Il fantasma dell'Opera
- Gaetano Verna in La croce di fuoco